# Třída Powhatan
Třída Powhatan je třída oceánských remorkérů provozovaných pomocnou složkou amerického námořnictva Military Sealift Command. Celkem bylo postaveno sedm jednotek této třídy. Jejím jediným zahraničním uživatelem je Turecko.
Od roku 2018 je loděnicí Gulf Island Shipyards vyvíjena nová třída T-ATS(X), která spojí vlastnosti remorkéru, záchranné lodě a lodě pro záchranu ponorek. Třída nahradí jak remorkéry třídy Powhatan, tak záchranné lodě třídy Safeguard.

## Stavba
Americká loděnice Marinette Marine Corp. v Marinette ve státě Wisconsin v letech 1979-1981 dokončila celkem sedm jednotek této třídy.
Jednotky třídy Powhatan:
| Jméno                         | Spuštěna          | Vstup do služby   | Status                                                                  |
| ----------------------------- | ----------------- | ----------------- | ----------------------------------------------------------------------- |
| USNS Powhatan (T-ATF-166)     | 24. června 1978   | 15. června 1979   | Vyřazen 1999, roku 2008 prodán Turecku jako TCG Inebolu (A590), aktivní |
| USNS Narragansett (T-ATF-167) | 12. května 1979   | 9. listopadu 1979 | Vyřazen 1999, prodán civilnímu uživateli.                               |
| USNS Catawba (T-ATF-168)      | 12. května 1979   | 28. května 1980   | Aktivní.                                                                |
| USNS Navajo (T-ATF-169)       | 20. prosince 1979 | 13. června 1980   | Aktivní.                                                                |
| USNS Mohawk (T-ATF-170)       | 5. dubna 1980     | 16. října 1980    | Aktivní.                                                                |
| USNS Sioux (T-ATF-171)        | 30. října 1980    | 12. května 1981   | Aktivní.                                                                |
| USNS Apache (T-ATF-172)       | 20. prosince 1980 | 30. července 1981 | Aktivní.                                                                |

## Konstrukce

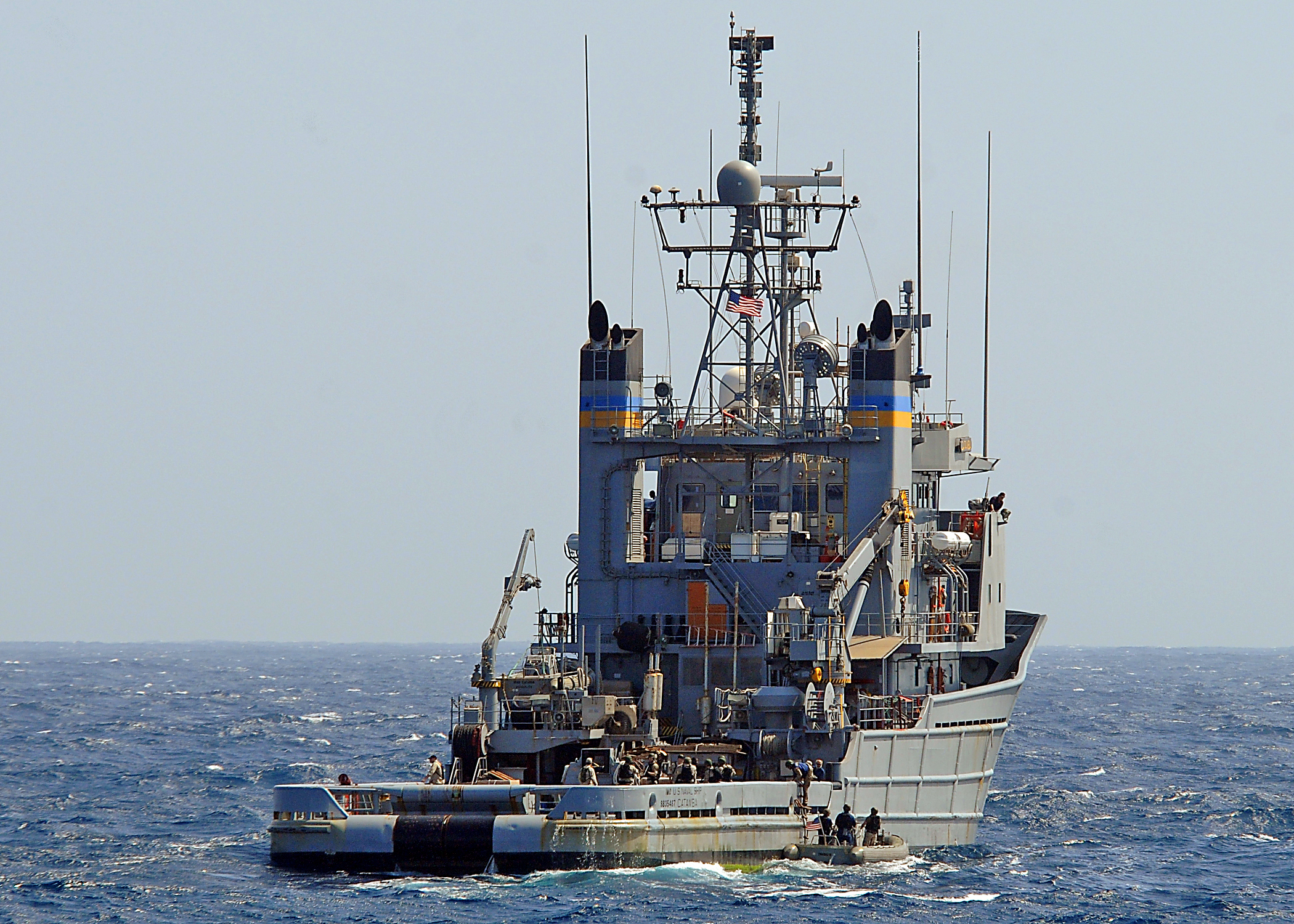
USNS Catawba (T-ATF-168)

Pohonný systém tvoří dva diesely General Motors EMD 20-645X7 o celkovém výkonu 4500 shp, pohánějící dva lodní šrouby se stavitelnými lopatkami. Nejvyšší rychlost dosahuje 15 uzlů. Dosah je 10 000 námořních mil při rychlosti 13 uzlů.